# Hyloniscus parnesius
Hyloniscus parnesius is een pissebed uit de familie Trichoniscidae. De wetenschappelijke naam van de soort is voor het eerst geldig gepubliceerd in 1939 door Verhoeff.